# اوبر لافورتون
اوبر لافورتون (فرانسوی: Hubert Lafortune‎؛ زادهٔ ۲۴ نوامبر ۱۸۸۹ - درگذشته نامشخص) ژیمناست هنری اهل بلژیک بود.